# Aisha Sharma

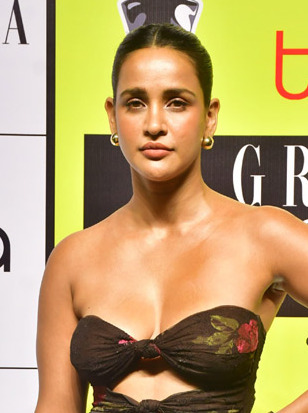
Aisha Sharma

Aisha Sharma (Hindi आयशा शर्मा; * 25. Januar 1992 in Bhagalpur) ist eine indische Schauspielerin und Model.

## Leben und Karriere
Sharma wurde in Bhagalpur geboren und wuchs bei ihren Großeltern in Delhi auf. Sie besuchte die Springdales School in Delhi und erwarb anschließend einen Abschluss in Biotechnologie an der Amity School of Engineering in Noida. Ihr Vater, Ajit Sharma, ist Politiker der Indian National Congress und Abgeordneter aus Bhagalpur. Ihre ältere Schwester, Neha Sharma, ist ebenfalls Schauspielerin.
Sharma begann ihre Karriere als Model und wurde das Gesicht mehrerer bekannter Marken wie Lakme und Pepsi. 2016 wurde sie als eines der Kingfisher Calendar Girls ausgewählt. Im selben Jahr trat sie im Musikvideo Ik Vaari von Ayushmann Khurrana auf. 2018 bekam sie in dem Film Satyameva Jayate eine Hauptrolle.

## Filmografie
- 2018: Satyameva Jayate
- 2022: Shining with the Sharmas